# Кутрашев, Эльбрус Кириллович
Эльбрус Кириллович Кутрашев (род. 27 сентября 1975, Грозный, Чечено-Ингушская АССР) — российский дипломат. Посол России в Ираке.

## Биография
Окончил Московский государственный институт международных отношений МИД России (МГИМО) (1998). Владеет английским и арабским языками. На дипломатической работе с 1998 года. Чеченец по национальности.
В 2003—2005 годах — сотрудник Посольства России в Ираке.
В 2015—2018 годах — советник-посланник Посольства России в Сирии.
В 2018—2021 годах — начальник отдела в Департаменте Ближнего Востока и Северной Африки МИД России.
С 8 апреля 2021 года — чрезвычайный и полномочный посол Российской Федерации в Ираке.

## Дипломатический ранг
- Чрезвычайный и полномочный посланник 2 класса (26 декабря 2017)[3].
- Чрезвычайный и полномочный посланник 1 класса (9 февраля 2023)[4].

## Награды
- Орден Дружбы (17 октября 2024) — за большой вклад в реализацию внешнеполитического курса Российской Федерации и многолетнюю добросовестную дипломатическую службу[5].
- Медаль ордена «За заслуги перед Отечеством» I степени (25 сентября 2018) — За большой вклад в реализацию внешнеполитического курса Российской Федерации и многолетнюю добросовестную работу[6].
- Медаль ордена «За заслуги перед Отечеством» II степени (25 июля 2013) — За большой вклад в реализацию внешнеполитического курса Российской Федерации на сирийском направлении[7].
- Медаль «За отвагу»[8].

## Семья
Женат, имеет двух сыновей и двух дочерей.